# Olipad
L'OliPad è una famiglia di tablet computer prodotti dalla Olivetti, commercializzati a partire dal 7 marzo 2011 con l'uscita sul mercato del modello OliPad 100. L'OliPad 100 è stato affiancato da un tablet da 7 pollici chiamato OliPad Smart 70. Dal 25 agosto 2011 viene commercializzato l'Olipad 110 e dal 2012 l'Olipad Graphos e l'Olipad 3

## Panoramica
L'OliPad 100 è basato sul chipset NVIDIA Tegra 2 (processore Dual Cortex A9) e usa il sistema operativo Android 2.2.2 .
L'OliPad dispone di uno schermo di 10.1" (diagonale di circa 25 cm) con tecnologia touch screen e risoluzione 1024x600, inoltre dispone di connettività 3G, WiFi e Bluetooth, porte USB e HDMI e di una videocamera da 1.3 megapixel: la scheda grafica NVIDIA consente la riproduzione di filmati in formato full HD.
L'OliPad 100 è stato lanciato sul mercato il 7 marzo 2011 con un prezzo di 399 €.
Anche il modello 110 è basato sull'Nvidia Tegra 2 dual-core da 1 GHz ma utilizza il sistema operativo Android 3.1 Honeycomb e permette di accedere all'Android Market. Lo schermo è sempre da 10.1 pollici ma è di tipo IPS (migliora l'angolo di visione) con risoluzione 1280x800. Vi sono ora due fotocamere, una anteriore da 2 megapixel e una posteriore da 5 megapixel. La memoria RAM è di 1 GB mentre la memoria storage è di 16 GB (espandibile fino a 64 GB con MicroSD).
L'OliPad 110 è stato commercializzato a partire dal 25 agosto 2011 a un prezzo di lancio di 449 euro.
Al prodotto, l'azienda Telecom Italia, che controlla Olivetti, ha affiancato un "Application Warehouse" messo a disposizione per sviluppatori che possono quindi sviluppare applicativi per la piattaforma Android da rivendere.
L'idea innovativa alla base di questo servizio è di poter avere l'addebito degli acquisti direttamente sulla SIM, operazione che dovrebbe facilitare la gestione delle transazioni di acquisto.
Il lancio sul mercato si è rivolto soprattutto all'utenza business; per questo motivo non è stato sostenuto da una campagna pubblicitaria sui media nazionali.

## Realizzazione
Per potere evitare i costi di produzione e progettazione, oggigiorno molte aziende fanno realizzare prodotti OEM oppure fanno progettare e realizzare prodotti ODM da aziende terze per poi marchiarli con il proprio brand.
L'Olipad 100 è un prodotto ODM progettato e realizzato in Cina da parte di Malata (modello SMB-A1002) che offre questo modello in diverse configurazioni per essere rimarchiato/personalizzato da aziende terze. Un altro esempio di tablet che non è altro che un Malata SMB-A1002 rimarchiato è il ViewSonic G-Tablet; identico anche esteticamente all'Olipad 100 ma con solo 512 MB di memoria.
L'Olipad 110 è invece prodotto da Quanta Computer ed è identico al tablet Medion Lifetab P9514. L'Olipad 3 è invece il gemello del Fujitsu Stylistic M532 (insieme ai Pegarton Chagall e Siragon 4N) mentre il Graphos w811 è prodotto da EA Excelsior con il nome EA Excelsior C22.

## Modelli
| Modello          | CPU                                   | Data lancio    | Memoria                   | Display            | Sistema operativo | Videocamera                       | Dimensioni/peso                                   | Connettività                                                                                      | Note                                                        |
| ---------------- | ------------------------------------- | -------------- | ------------------------- | ------------------ | ----------------- | --------------------------------- | ------------------------------------------------- | ------------------------------------------------------------------------------------------------- | ----------------------------------------------------------- |
| 100              | NVIDIA Tegra 2 250 T20 1 GHz          | 7 marzo 2011   | 1 GB DRAM + 16 GB storage | 10.1" 1024x600     | Android 2.2.2     | 1.3 MP                            | 16,4x25,9x1,39 cm 780 gr                          | Bluetooth, Wi-Fi, 3G                                                                              |                                                             |
| 70 Smart (B8831) | TI OMAP 3630 1 GHz,                   | settembre 2011 | 512 MB + 8 GB storage     | 7" 800x480         | Android 2.2.2     | 3 MP Front. 0.3 MP                | 19,7x11,9x1,34 cm 470 gr                          | WiFi: 802.11b,g,n Bluetooth: 2.1+EDR 3G: HSDPA/UMTS/EDGE/GPRS AGPS                                | Pennino opzionale                                           |
| 110 (B8813)      | NVIDIA Tegra 2 1 GHz                  | 25 agosto 2011 | 1 GB DRAM + 16 GB storage | 10.1" 1280x800 IPS | Android 3.1       | 5 MP Front. 2 MP                  | 25,9x17,8x1,32 cm 705 gr                          | Bluetooth 2.1 + EDR Wi-Fi 802.11 b/g/n 3G: HSDPA/HSUPA GPS                                        |                                                             |
| Graphos          | NVIDIA Tegra T2 dual core 1 GHz       | 28 maggio 2012 | 1 GB DRAM + 16 GB storage | 8" 1024x768 IPS    | Android 4.0       | 5 MP autofocus                    | 15,9x21,5x1,15 cm 600 gr.                         | Bluetooth: BT 2.1 + EDR Wi-Fi: 802.11 b/g/n 3G: GSM/GPRS/EDGE/UMTS/HSDPA Servizi voce, data e SMS | Firma grafometrica con penna Wacom(inclusa)                 |
| 3 (B8967)        | NVIDIA Tegra 3 T30s quad-core 1.4 GHz | 28 maggio 2012 | 1 GB DRAM + 16 GB storage | 10.1" 1280x800 IPS | Android 4.0       | 8 MP flash, autofocus Front. 2 MP | 17,54x26,26x0,86 cm 571 gr                        | Bluetooth: 3.0 Wi-Fi: 802.11 a/b/g/n 3G: (HSPA+/HSUPA/HSDPA/UMTS/EDGE/GPRS/GSM)                   |                                                             |
| Graphos W811     | Intel Core I5 3337U 2.7 GHz           | SMAU 2013      | 4 GB DRAM + 64 GB storage | 11.6" 1366x768     | Windows 8         | 1.0 MP                            | 29,6 x 19,4 x 1,35 cm 1,08 Kg (tastiera esclusa   | Bluetooth 4, Wi-Fi, 3G HSPA+                                                                      | Con penna grafometrica. Rimarchiatura dell’EA Excelsior C22 |
| Graphos A10      | Intel Atom dual-core Clover Trail+    | 2015           | 1 GB RAM + 16 GB storage  | ips 10.0" 1280x800 | Android 4.4.2     | 5.0 MP                            | 27.481 x 17.66 x 1.27 cm 725 gr (tastiera esclusa | Bluetooth, Wi-Fi, 3G HSPA+                                                                        | Con penna grafometrica                                      |